# Холдредж (Небраска)
Холдредж (англ. Holdrege) — город и административный центр округа Фелпс в штате Небраска в Соединённых Штатах Америки.
Согласно переписи 2020 года население города составляло 5515 человек, что на двадцать жителей больше, чем было (5495) во время предыдущей переписи 2010 года.

## История
Холдредж был основан в 1883 году, когда железная дорога была продлена до места, где ныне стоит город. Он был назван в честь железнодорожника Джорджа Уорда Холдреджа. Административным центром округа Фелпс город стал в 1884 году.
В городе находится Музей прерий Небраски.

## География
По данным Бюро переписи населения США, общая площадь города Холдредж составляет 3,87 квадратных миль (10,02 км2), из которых 3,86 квадратных миль (10,00 км2) — это суша и 0,01 квадратных миль (0,03 км2) — водная поверхность.